# Василяшко, Василий Иванович
Василий Иванович Василяшко (псевдонимы: Перемога, Верный, Пантера; 13 апреля 1918, с. Завишень, теперь Львовская область — 15 (или 16, 18) февраля 1946, в лесу между c. Боянец и c. Купичволя, теперь Великомостовская община, Львовская область) — украинский военный деятель, сотник Украинской повстанческой армии, командир сотни «Галайда-1» (август 1944 — сентябрь 1945), впоследствии куреня «Галайда» и 12-го (Сокальского) тактического подразделения «Климов» (сентябрь 1945 — 18 (16) февраля 1946) военного округа-2 «Буг» оперативной группы «УПА-Запад».
Кавалер трёх наград ордена Боевой Заслуги УПА — Рыцарь Бронзового, Серебряного (2-го класса) и Золотого (1-го класса) Креста Боевой Заслуги. Единственный деятель УПА который прижизненно награждён тремя знаками отличия этого ордена. Один из двух деятелей УПА, которые были кавалерами Трёх Крестов ордена Боевой Заслуги. Вторым был Дуда Михаил-«Громенко».

## Биография
Отцом Василия был Иван Василяшко — стрелок Украинской Галицкой армии, погиб в 1920 году на Большой Украине, обороняя Украинскую Народную Республику. Василий окончил шесть классов в Завишенской школе, получил специальность сапожника. С юных лет принимал активное участие в деятельности ячейки Общества «Просвита», стал членом Юнацтва Организации Украинских Националистов, а затем и ОУН, к которой в 1932 г. присоединился его старший брат Николай.
Весной 1941 г. поступил на службу в украинский легион в немецкой армии — Дружины Украинских Националистов (ДУН), где попал в известный батальон «Нахтигаль» под командованием будущего Главнокомандующего УПА генерал-хорунжего Романа Шухевича. Оттуда с большинством военнослужащих перешёл в 201-й шуцманшафт-батальон, который базировался в Беларуси и охранял важные объекты от советских партизан. Дважды приезжал домой в отпуск. После окончания годового контракта в декабре 1942 г., как и все легионеры, оставил службу в батальоне и на Рождество вернулся в родное село.
Из-за риска ареста бывших военных ДУН Службой безопасности Рейха, Василяшко осенью 1943 г. перешёл в подполье, возглавив отдел (боёвку) Службы Безопасности (СБ) ОУН Белзского района, который насчитывал около 15 человек. Аналогичные отделы существовали и в других районах. Общее руководство ими осуществлял областной комендант боёвок СБ Тарас Онишкевич («Галайда»). Именно под его командованием в конце 1943 — начале 1944 г. в Равском и Сокальском округах ОУН проведена акция против польских организаций, расположенных в лесничествах, заказниках и колониях. В ходе рейдов было обнаружено и изъято много оружия, а тех, кого можно было уличить в доносах или участии в антиукраинских акциях, — казнили, остальных — разогнали. Таким образом был реализован посыл: «Лес наш и ночь наша!», так как целью было овладение лесами, чтобы создать условия для создания там отделов УПА.
В течение декабря 1943 г. — марта 1944 г. на севере Львовщины были созданы сотни «Пролом» и «Тигры». Кроме того Тарас Онишкевич в конце февраля 1944 г. объединил подчинённые боёвки СБ двух округов в один отдел, сотенным которого был назначен Дмитрий Пелип («Эм», «М22», «Евшан»). А командиром первого Роя первой четы (командир — Ярослав Грицай «Чернота») стал Василяшко («Перемога»).
28 марта (по другим данным 31 марта) 1944 года его чета в составе сотни Онишкевича Тараса «Галайды» участвовала в ликвидации польской вооруженной группировки в с. Остров Сокальского района, которые угрожали окрестным украинским сёлам. В этом бою, Онишкевич был смертельно ранен. В его честь сотня получила название «Галайда», а возглавил её Пелип Дмитрий «Эм». Весной отдел принимал активное участие в боевых действиях на т. н. Холмском фронте против польских Армии Крайовы (АК) и Крестьянских батальонов (КБ). Также чета Ярослава Грицая «Черноты» вместе с сотней «Сероманцы» 11 мая 1944 г. в с. Каров Сокальского р-на провела бой с немецкими полицейскими войсками. Тогда Грицай был ранен, а Василяшко занял место взводного. 24 мая 1944 г. его подотдел провёл бой с советскими партизанами возле с. Лесовая Рава-Русского уезда (теперь Польша). Действия Василяшко, который вёл прицельный огонь и забрасывал врага гранатами, были отмечены командованием.
После перехода фронта сотня «Галайда» пополнилась новобранцами и примерно 14 августа 1944 года была разделена на две. Состав «Галайда-1» возглавил Василяшко, а «Галайду — 2» — Григорий Шклянка («Кулиш»). Дмитрий Пелип («Эм») возглавил курень. В июне-октябре 1944 года курень, в состав которого входили сотни «Галайды», «Кулиша», «Беркута», «Недолугого», с боями прошёл через Радиховщину, Сокальщину, Грубешивщину и Холмщину.
22 августа 1944 года под с. Зубейки Жолковского района курень «Галайда» провёл большой оборонительный бой с батальоном 83-го полка пограничных войск НКВД и 50-м мотоциклетным полком Красной Армии. Отразив в восьмичасовом бою все вражеские наступления, «Эм» с отделом прорвался из окружения и отошёл в леса на юг от с. Каров.
29 августа 1944 года войска НКВД вновь окружили курень, занявший оборону у реки Кривуля, окружённой лесами. Бой продолжался с 7 до 21 ч. Повстанцы отбили вражеские атаки. Наибольшую стойкость и сноровку проявила именно сотня «Галайда-1» во главе с Василяшко.
Впоследствии они успешно действовали в боях:
- 17 октября 1944 — возле с. Губинок Рава-Русского уезда (теперь Польша);
- 22 октября 1944 — с. Смолин Яворовского района;
- 4 ноября 1944 — с. Ястребичи Радеховского района. В этом бою был смертельно ранен командир «Эм», а командование шалашом взял Хвалибота Михаил («Лис»);
- 10 ноября 1944 — с. Лучицы Сокальского района;
- 25 ноября 1944 — с. Бышев Радеховского района.

В течение зимы сотни действовали самостоятельно. В это время Василяшко со своей сотней провели:
- засады на подразделения НКВД и истребительные батальоны с. Волица Жолковского района, с. Дворцы Сокальского района;
- 12 февраля 1945 — бой возле с. Куличков Сокальского района;
- 20 февраля 1945 — засаду на пограничников между с. Купичволя Каменка-Бугского района и г. Великие Мосты Сокальского района;
- 5 марта 1945 — наступление на пограничную заставу в с. Зубков Сокальского района;
- 22 марта 1945 — бой под с. Зиболки Жолковского района, известный как бой под Жолквой, в котором они особо отличились. Отдел, численность которого составляла 167 человек, в течение двух часов противостоял наступлению двух полков Красной армии, усиленных подразделениями НКВД. Успешно отразив вражеские наступления, сотня прорвалась из окружения. Василяшко в бою был ранен в грудь, но, несмотря на это, хладнокровно командовал прорывом. После непродолжительного лечения он уже через несколько недель вернулся к командованию своим отделом.

26 апреля 1945 года при участии пяти сотен УПА была осуществлена одна из крупнейших акций УПА на Львовщине — нападение на райцентр Радехов, известный как бой под Радеховом. Центральную роль в нём сыграли отделы «Галайда-1» и «Кочевники», действовавшие непосредственно в городе. Повстанцы уничтожили гранатами дома МВД-МГБ, захватили концлагерь для политзаключённых и, уничтожив большевистский гарнизон (около 20 сотрудников НКВД), освободили более двух сотен предназначенных к депортации на Восток крестьян. Через два дня войска НКВД устроили на повстанцев облаву в лесу возле села Радванцы Радеховского района. Превосходящие силы 2-го пограничного отряда НКВД навязали десятичасовой бой повстанцам, которые отбили все вражеские атаки, и прорвались из окружения. В этом бою, Василяшко отличился умелым командованием. Приказом УПА-Запад ч. 12 от 28 апреля 1945 г. Василяшко был награждён Бронзовым Крестом Боевой Заслуги, а приказом Главного Военного Штаба УПА ч. 2/45 от 27 апреля 1945 г. ему присвоено звание хорунжего УПА.
В мае-августе 1945 года по приказу ВО-2 «Буг» подразделения куреня «Галайда» отправились в рейд за линию Керзона. Сотня Василяшко перешла советско-польскую границу у Угнева и до сентября провела несколько боёв с польскими правительственными войсками. 2 сентября 1945 года, в день завершения Второй мировой войны, при возвращении с уже польской территории отдел «Галайда-1» столкнулся с преследованием пограничниками в лесах Яворовского полигона к югу от Магерова. Многотысячные вражеские подразделения были усилены авиацией и артиллерией. Отступление с боями продолжалось больше половины дня, но повстанцам удалось выйти из окружения. В одном из документов упоминается о роли Василяшко: «Изнемогая от переутомления войско планировало залечь на становищах и создать новые Круты. Но командир „Перемога“ твёрд и упрям в борьбе. Он ведёт свой отряд к жизни, а не к смерти. Усилием воли поднимает своё войско для решающего удара, двигаясь в первых рядах. С громким возгласом „Слава!“, как буря пошло войско за своим командиром. Вражеские гарнизоны отодвинуты, кольцо осады прорвано и отряд выходит за поле вражеских действий, забирая с собой нескольких раненых своих солдат. Весь бой отряд провёл в рукопашной борьбе с врагом на расстоянии трёх-пяти шагов». Сотня наполовину была разбита, однако сохранила боеспособность, а часть разрозненных бойцов вскоре присоединилась к своему отряду.
В сентябре 1945 г. Василяшко был назначен командиром 12-го Сокальского тактического подразделения УПА «Клим» и куреня «Галайда», а командование его сотней взял взводный «Игорь». В подчинении «Перемоги» оказались также отделы «Галайда-2», «Кочевники», «Пролом» и «Тигры». Приказом Главного Военного Штаба УПА ч. 3/45 от 10 октября 1945 г. хорунжий «Перемога» был отмечен серебряным крестом боевой заслуги 2-го класса.
Зимой 1946 года сотня Василяшко дислоцировалась в лесах Каменка-Бугского района. Львовщина, где в то время расположились войска, орудовали чекисты и доносчики, поэтому курень пришлось разбить на мелкие группы. Командир продолжал борьбу в подполье.
Приказом ГВШ УПА ч. 1/46 от 15 февраля 1946 г., Василий Василяшко был отмечен Золотым Крестом боевой заслуги 1-го класса. Также ему была присвоена степень сотника. Спустя несколько дней после получения высшей награды УПА Василяшко погиб. Это произошло 18 февраля (по другим данным 16 февраля) 1946 г. в лесном тайнике между с. Боянец и Купичволей Великомостовской общине на Львовщине. Разведывательно-поисковая группа пограничных войск и райотдела НКВД в 10 часов по агентурным данным установила слежку за дорогой Боянец-Купичволя и заметила крестьянские сани, которые двигались от хутора Колин в лес. Обнаружив, что сани остановились у тщательно замаскированного тайника и сбрасывают возле него продукты, сотрудники НКВД открыли огонь. Один из повстанцев погиб, ещё двое спаслись бегством. Трое из тех, кто был в убежище, отказались сдаться и в безвыходной ситуации застрелились. Тогда с «Перемогой» погибли его ближайшие сотрудники: бунчужный куреня «Хмель», доктор куреня «Макаренко» и охранник «Орлик» (по другим данным — повстанец Весний Василий «Вихрь» из Боянца). Сотрудники НКВД обнаружили в убежище два автомата, две винтовки, четыре пистолета и документы и изъяли их.

## Награды
- Согласно Приказу краевого военного штаба УПА-Запад ч. 12 от 28.04.1945 г. Василий Василяшко — «Перемога» отмечен Бронзовым крестом боевой заслуги УПА
- Согласно Приказу Главного военного штаба УПА ч. 3/45 от 10.10.1945 г. Василий Василяшко — «Перемога» отмечен Серебряным крестом боевой заслуги УПА 2 класса.
- Согласно Постановлению УГВР от 8.02.1946 г. и Приказом Главного военного штаба УПА ч. 1/46 от 15.02.1946 г. Василий Василяшко — «Перемога» отмечен Золотым крестом боевой заслуги УПА 1 класса.

## Память
- В 1991 г. тела повстанцев перезахоронены в г. Великие Мосты, а впоследствии 24 августа 1997 года, в День Независимости Украины, в Великих Мостах открыт надгробный символический памятник командиру Василию Василяшко «Перемоге» и его собратьям. Около трёх тысяч жителей Великих Мостов, Червонограда, Сокаля, Сосновки, Добротвора, Львова, села Завишень и соседних сёл Сокальского и Жолковского районов, 105 воинов-пограничников прибыли на открытие и освящение памятника. В почётном карауле стояли ветераны Сокальской и Червоноградской станицы Братства ОУН-УПА, воины-пограничники Великомостовской пограничной заставы.

Тогдашний Председатель Червоноградской станицы Братства ОУН-УПА, бывший командир Львовского Военного Округа «Буг» полковник Василий Левкович «Вороной», непосредственный командир Василяшко, в своем выступлении сказал: «Повстанцы УПА проявили беспримерный героизм. Они умирали, но не сдавались врагу. За заслуги в боях с врагами на Сокальщине, Радеховщине, Холмщине — Главная Освободительная Рада 22 января 1946 года отметила командира Тактического отрезка „Расточье“ Василяшко Василия „Перемогу“ Золотым Крестом Боевой Заслуги 1-го класса, Серебряным Крестом Боевой Заслуги 2-го класса и в 1945 году — Бронзовым Крестом Боевой Заслуги. Вас было четверо рыцарей Золотого Креста Боевой Заслуги 1-го класса на западных землях Украины: Дмитрий Пелип „Евшан“ — командир куреня „Галайда“, Василяшко Василий „Перемога“ — куренной куреня „Галайда“, командир ТВ „Расточье“, Карпенко Дмитрий „Ястреб“ — командир „Волков“ и Андрусяк Василий „Грегит“ — командир ТВ „Черный лес“. Больше на западноукраинских землях равных Вам нет».
- За героизм, проявленный в боях, военный талант и самопожертвование имя Василия Василяшко отмечено в приказе Главнокомандующего УПА Романа Шухевича «Чупринки» 14 октября 1947 года по случаю праздника Дня Украинской Повстанческой Армии: «Имена „Грегота“, „Ястреба“, „Ясеня“, „Коника“, „Старуха“, „Перемоги“, „Хрена“ — принесли славу украинскому оружию за пределами Украины».
- Бои, проведенные в 1945 г. отделами куренного «Перемоги», описал писарь сотни «Галайда-1» в рассказах «Прорыв», «По-казацки», «Лента за лентою»[2].
- В Жвирковской школе была сформирована ученическая чета «Перемога» — названная в честь сотника Василия Василяшко, которая ежегодно принимает участие в торжественном марше в День Героев в г. Сокале[3][4].
- 13 октября 2016 года торжественная внеочередная сессия Сокальского районного совета присвоила Василяшко Василию Ивановичу звание «Почётный гражданин Сокальского района» (посмертно). Награду получил его племянник — Богдан Василяшко[5].
- С целью чествования 100-летия со дня рождения Василия Василяшко, по обращению общества села Завишень, Сокальский районный совет провозгласил 2018 год в Сокальском районе Львовской области Годом сотника Василия Василяшко («Перемоги»)[6].
- 22 апреля 2018 г. от имени Координационного совета по увековечиванию памяти награждённых Рыцарей ОУН и УПА в Сокаль Львовской области Золотой крест боевой заслуги УПА 1 класса (№ 024), Серебряный крест боевой заслуги УПА 2 класса (№ 018) и Бронзовый крест боевой заслуги УПА (№ 060) переданы Богдану Василяшко, племяннику Василия Василяшко[7].